# Beaufort hercege
A Beaufort hercege angol főrendi cím, ami létrehozása óta a Somerset család vezetőjének címe.
Charles Somerset-et és utódait az uralkodók és a főrendek úgy kezelték, mintha törvényes örökösei lennének a nagymúltú Beafort családnak, noha származása törvénytelen volt, apja szeretője szülte. Somerset  maga választotta vezetéknevét, amellyel törvénytelen apjára utalt. Charlesnak a király hamarosan a Worcester grófja címet adományozta az uralkodó. Négy generációval később elnyerték a Worcester márki címet, majd újabb pár generáció után Beafort hercegi címet kapott a legidősebb férfi leszármazott. A cím ma is él, viselője: Henry Somerset. Érdekesség, hogy Beafort családnévvel Somerset hercegei, Somerset néven pedig Beaufort hercegei voltak a családfők.
A szócikk speciális jelölései
A dőlt betűs, kurzív nemesi cím jelentése: a viselő az apja (esetleg nagyapja) második (harmadik) címét viseli, az az ő az örökös vagy az örökös örököse. Ezeket a címeket szokás udvari vagy udvariassági címnek is nevezni.

## Worcester gróf (1514)
III. Eduárd angol király fiának, Genti Jánosnak a fia John Beaufort lett Somerset első hercege. Unokájának, Henry Beaufortnak, Somerset harmadik hercegének szeretőjétől, Joan Hilltől született és emiatt törvénytelen fia Charles Somerset lett a család egyetlen túlélő férfi tagja, a többiek elestek vagy kivégezték őket a Rózsák háborújában, mert hűségesen kitartottak a – Genti János alapította – Lancaster-ház mellett.
Charles Somerset, Worcester első grófja KG PC
Charles Somerset (1460 körül – 1526. április 15.) Henry Beaufort, Somerset 3. hercege és szeretője, Joan Hill törvénytelen fiaként született. Bár törvényesítése nem bizonyítható, életpályája és rangemelkedése azt mutatja, hogy társadalmi elfogadottsága teljes volt. 1492-ben feleségül vette Elizabeth Herbertet, William Herbert, Pembroke 2. grófjának örökösnőjét, így – felesége jogán – viselhette a Herbert bárói címet.
1485-ben lovaggá ütötték, majd még ugyanabban az évben a Királyi Testőrség kapitánya lett. 1487-ben a király oldalán (Tudor-ház) részt vett a Stoke Field-i csatában. Még abban az évben kinevezték a helmsley-i vár várnagyává. 1488-ban az angol flotta kapitánya és admirálisa volt. 1492-ben a kontinensen Boulogne ostromában harcolt, 1497-ben a Blackheath-i csatában kiemelkedő vitézségéért Knight Banneret rangot kapott. 1498-ban bekerült a Titkos tanácsba, a királyi háztartás alelnöke (Vice-Chamberlain), valamint a Térdszalagrend lovagja lett.
1501–1502-ben a Német-római Birodalomhoz, 1505-ben Franciaországba küldték követként. 1508 májusában VII. Henrik király háznagya (Lord Chamberlain) lett, e tisztségét VIII. Henrik alatt is megtartotta egészen haláláig. 1509-től több Dél-walesi vár kapitányává (constable) tette az uralkodó, valamint kinevezte a Glamorganshire-i sheriffi hivatalt. 1510-től ő volt az abergavennyi királyi uradalom főispánja és várnagy. 1513-ban részt vett a franciaországi hadjáratban, ahol az angol sereg utóvédjét vezette. 1514. február 1-jén megkapta Worcester grófja címet.
Henry Somerset Herbert 4. bárója, majd Worcester 2. grófja
Henry Somerset (1496–1549. november 26.) anyja után örökölte a Herbert bárói címet, majd apja halálakor Worcester 2. grófja lett. Már apja életében számos tisztséget viselt Walesben: 1510-től több vár (Ruthin, Cardiff, Pains, Montgomery, Monmouth és a „Három Vár”) közös várnagya, a Glamorganshire-i sheriff, valamint Abergavenny uradalmának és Ewyas Lacy birtokának főispánja és stewardja lett. 1514-ben kinevezték az usk-i és dynas-i várak várnagyává, 1523-ban a brecknocki várévá is. Ugyanebben az évben, a Suffolk hercege által vezetett franciaországi hadjáratban harcolt, és Roye-nál lovaggá ütötték. 1525-ben Caerleon várának kapitánya és Usk kerületének királyi bírája lett. 1534-ben Newportban vándorbíró (Justiciar of Eyre) lett, 1536/37-ben megkapta a feloszlatott tinterni apátság birtokát.
William Somerset, Worcester 3. grófja KG
William Somerset (1526 – 1589. február 22.) 1544-től VIII. Henrik kamarai udvarnoka és fő apródja, 1546-ban a Boulogne-i hadjáratban harcolt a Hertford grófja alatt. VI. Eduárd koronázásakor Bath-rend lovagja lett.
1553-ban támogatta Jane Greyt, de nem írta alá az utódlási terv végrehajtására tett esküt, és jelen volt I. Mária királynővé tételénél. Mária koronázásánál főszertartómesterként szolgált. Részt vett a Wyatt-felkelés leverésében 1554-ben, majd 1557-ben harcolt a St. Quentin-i hadjáratban Pembroke grófja alatt. I. Erzsébet uralkodása alatt továbbra is aktív maradt. Jelen volt II. Ferenc francia király 1559-es koronázásnál. 1570-ben a Térdszalagrend lovagja lett, 1571-ben helyettes Earl Marshal. 1572-ben követként Párizsba küldték a francia királylány keresztelőjére. Hazafelé kalóztámadás érte a La Manche csatornán. 1579-ben a Térdszalagrend helyettes főparancsnoka lett. 1586-ban részt vett Stuart Mária perében mint bíró, 1588-ban csapatot állított az Spanyol armada elleni védelemre.
A kor neves művészetpártolója volt, színházi társulatát 1568-ban Shakespeare apja vendégül látta Stratford-upon-Avonban.
Edward Somerset  Worcester 4. grófja KG PC
Edward Somerset, (~1550 – 1628. március 3.) fiatalon híressé lett lovagló- és kopjatörő tudásáról. Bár római katolikus maradt – VIII. Henrik szakított a katolikus egyházzal és feloszlatta a katolikus rendeket, szétosztotta vagyonukat, és az anglikán egyház fejévé tette magát –, I. Erzsébet királynő kedvelt udvari emberei közé tartozott, aki „jó alattvalónak tartotta a hajthatatlan pápistát”. 1590-ben Skóciába küldték követként, hogy VI. Jakab skót király és Anna dán királylány házassága alkalmából üdvözölje. 1593-ban a Térdszalagrend lovagjává ütötte az uralkodó.
1597-ben helyettes Királyi Főlovász, 1601-től 1616-ig Főlovász (Master of the Horse). 1601-ben Robert Devereux, Essex 2. grófja fellázadt, Worcertert az Essex-házban fogva tartották, a felkelés leverőse után Essex egyik bírája volt, megkapta Essex korábbi tisztségét és bekerült a Titkos tanácsba. 1602-től 1628-ig Monmouthshire és Glamorganshire hadnagya volt.
1603-ban Jakab koronázásán az Earl Marshal szerepét töltötte be, majd 1604-ben, katolikus volta ellenére, a jezsuiták kiutasítására alakított bizottságba is bekerült. Részt vett a Lőporos összeesküvés (1605) utáni kihallgatásokban, majd 1612–1614 között a kincstári bizottság tagja, 1616-tól 1628-ig a titkos pecsét őrzője (Lordpecsétőr) volt. 1625-ben ő vezette I. Károly koronázási szertartását mint Lord Great Chamberlain. Kedvelt udvari személy maradt Erzsébet és I. Jakab alatt is. Részt vett a színházi élet támogatásában, és az ő nevét viselte az egyik színtársulat is.

## Worcester márki (1642)
Henry Somerset, Worcester 5. grófja, Worcester 1. márkija

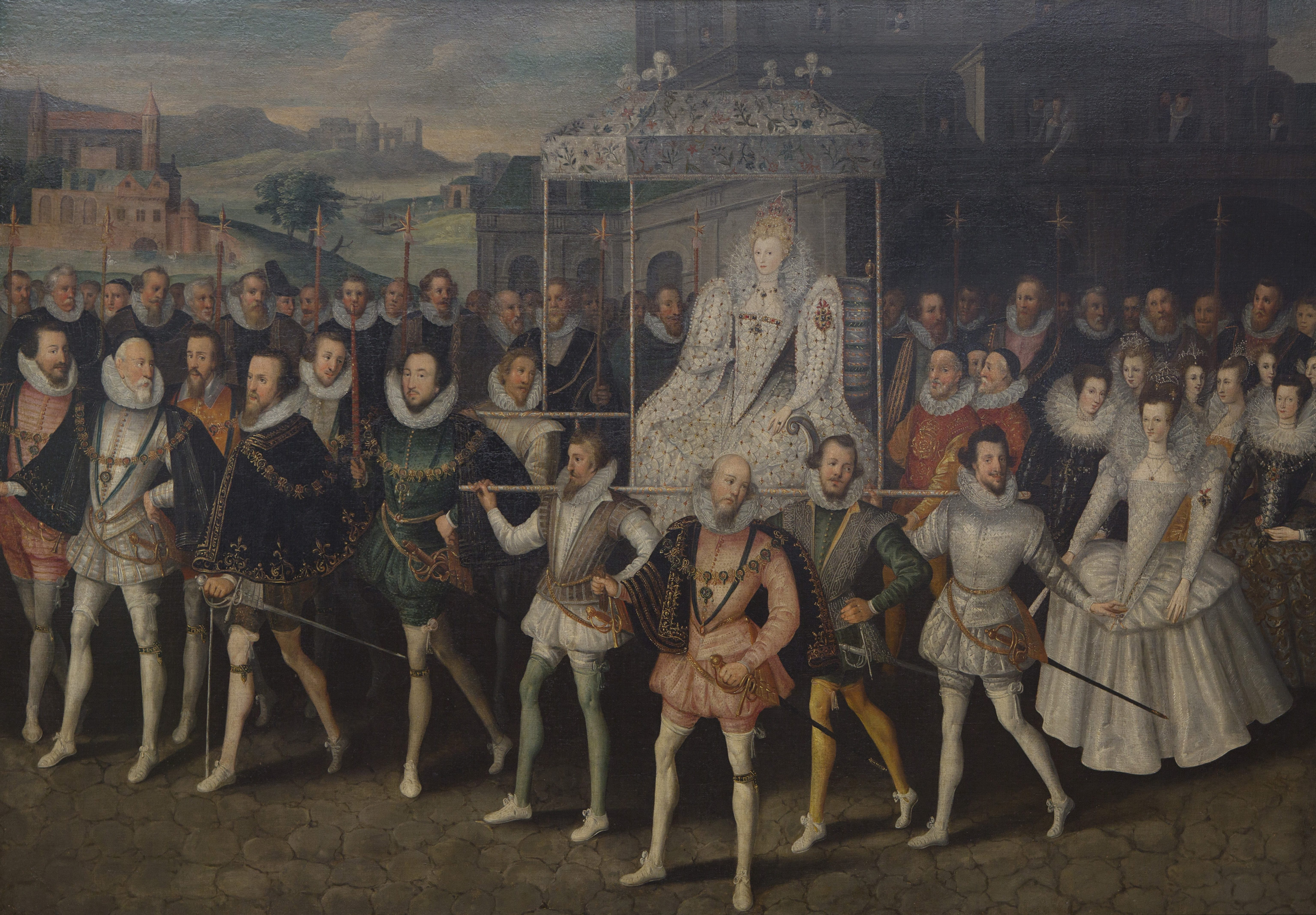
A „Procession Portrait of Elizabeth I“ című festmény I. Erzsébet angol királynő Blackfriars-be (London egyik negyede) való bevonulását ábrázolja Anne Russell és Lord Herbert 1600. június 16-i esküvőjére. Erzsébet királynőt a Térdszalagrend lovagjai vezetik. Edmund Sheffield, a későbbi Mulgrave 1. grófja; Charles Howard, Effingham 2. lordja és lordadmirális; George Clifford, Cumberland 3. grófja; George Carey, Hunsden 2. lordja; feltehetően Robert Radcliffe, Sussex 5. grófja; és Gilbert Talbot, Shrewsbury 7. grófja, aki az állami kardot viszi. Az előtérben Edward Somerset, Worcester 4. grófja látható, a királyné lóistállómestereként. A négy baldachint vivő férfi közül csak a jobb szélen, fehérben láthatót sikerült azonosítani: Worcester legidősebb élő fiát, Henry Somersetet, Herbert lordját – bátyja, Sir William Somerset, aki korábban viselte ezt az udvari címet, 1598 előtt meghalt, így 1600-ban már nem lehetett jelen az eseményen.

Henry Somerset (~1576–1646. december 18.) 1591-ben kezdte meg tanulmányait az oxfordi Magdalen College-ban, 1599-ben a Middle Temple jogász kollégium tagja lett. 1628-tól Monmouthshire és Glamorganshire hadnagya volt. Fiatalon protestánsként nevelkedett, de később áttért a katolikus hitre. Jelentős földbirtokokat örökölt, és saját tehetsége, valamint előnyös házassága révén az egyik leggazdagabb angol főnemessé vált: kortársai szerint évi 24 000 font jövedelemmel rendelkezett. Felesége, Anne Russell apja örököse lett húga halála után, a házasság révén további birtokok kerültek a Somerset család kezére Dél-Walesben, különösen Glamorgan és Monmouth térségében. Az angol polgárháború kitörésekor I. Károly királynak kilencszázezer fontot kölcsönzöt. A király ennek fejében 1642. november 2-án Worcester márkijává emelte. 1645 nyarán a király ideiglenesen Raglan várában keresett menedéket Naseby után.
A király 1645 júniusában, a Nasebyi csata után a Somersetek Monmouthshire-i Raglan várában keresett menedéket, majd továbbállt. A várat a parlament párti erők megostromolták, a védők 1646 júniusától augusztus 19-ig ellenálltak, de ekkor a vár ura, Henry Somerset, Worcester 1. márkija kénytelen volt megadni magát. Letartóztatták, és a parlamenti erők fogságában halt meg a londoni Covent Gardenben 1646. december 18-án. Halálával a királypárti ellenállás lényegében megszűnt Dél-Walesben.
Edward Somerset, Worcester 2. márkija
Edward Somerset  (1601–1667. április 3.) 1627-ben fejezte be tanulmányait a Cambridge-i Egyetemen, ahol jogi doktor fokozatot szerzett. Római katolikus hitben nevelkedett Monmouthshire-ben, és ifjúkorában beutazta Németországot, Franciaországot és Itáliát. A polgárháborúban aktívan támogatta I. Károlyt. Walesben saját költségén lovasezredet szervezett, részt vett a Gloucester ostromában, majd a highnami csatában vereséget szenvedett Sir William Wallertől. Dél-Wales hadnagyaként szolgált.

A Glamorgan grófja cím
1645-ben Edward Somerset titkos diplomáciai megbízatást kapott I. Károlytól, amelynek részeként titokban megkapta a  „Glamorgan grófja” címet Caldecote bárója alcímmel – a címeket hivatalosan soha el nem ismerték el, nem szerepel a egyik főrendben sem. E címek célja az volt, hogy növeljék tekintélyét és hitelességét, amikor Írországba küldték, ahol a katolikus felkelőkkel a király nevében titkos megállapodást kötött. A megállapodás – az ún. glamorgani szerződés – jelentős engedményeket tett az ír katolikusoknak vallási és politikai kérdésekben, de a nyilvánosságra kerülése után nagy botrányt váltott ki.
I. Károly 1645-ben Somersetet titkos diplomáciai megbízatással Írországba küldte, hogy békét kössön a katolikus konföderációval, Tekintélyét és hitelességét növelendő, nem hivatalosan megkapta a „Glamorgan grófja” címet Caldecote bárója alcímmel, vélhetően a sikeres megállapodást követően a címeket hivatalosan is kihirdették volna. James Butler, Ormond márkija, a lord helytartó (az uralkodó képviselője) ajánlólevéllel küldte őt Donough MacCarthyhoz, Muskerry 2. vikomtjához, a konföderáció egyik vezetőjéhez, aki Richard Butler, Mountgarret 3. grófjával együtt fogadott Kilkennyben. 1645. augusztus 25-én Somerset titkos megállapodást – az ún. glamorgani szerződés –  írt alá, amely a katolikusoknak visszaadta a felkelés során elfoglalt templomokat. A szerződést Charles Coote, parlamentpárti katonai parancsnok hozta nyilvánosságra, miután egy példányát megtalálta Malachy Queally, tuam-i püspök iratai között. A király 1646 januárjában elhatárolódott az egyezségtől. Somersetet 1646-ban Dublinban hazaárulás gyanújával letartóztatták, a király rá hárította a felelősséget. Később a pápai nuncius, Rinuccini bizalmasa lett, és vezető szerepet vállalt a katolikus konföderációban. 1647-ben Franciaországba menekült, majd 1652-ben tért vissza Angliába, ahol elfogták, de Cromwell utasítására végül szabadlábra helyezték.
A restauráció után visszakapta birtokait, de címigényeit (Glamorgan grófja, Somerset hercege ) hivatalosan soha nem ismerték el. 1649-ben halálra ítélték, de végül megmenekült, és 1654-ben kiszabadult a Towerből. A politikától visszavonulva Londonban és Vauxhallban kísérletezett találmányain, és sosem hagyta abba a mechanikai eszközökkel kapcsolatos munkáit.
Tudományos és műszaki munkássága
Edward Somerset már az 1630-as évektől foglalkozott gépek, különösen vízemelő szerkezetek tervezésével. Szoros együttműködésben dolgozott Caspar Kaltoff technikussal, akinek irányítása alatt Vauxhallban kis műhelyt alapított. 1655-ben fogalmazta meg híres művét, a „Century of the Names and Scantlings of such Inventions“ című könyvet, amelyet 1663-ban adtak ki. A száz találmányt felsoroló kötetben szerepelt a híres „vízparancsoló gép” (water-commanding engine), amely gőz segítségével emelt vizet, és amelyet sokan az első gőzgép-előfutárnak tekintenek.
1663-ban parlamenti monopóliumot kapott a gép működtetésére, amely Vauxhallban éveken át üzemelt. A gépet 1669-ben Cosimo de’ Medici is megtekintette. Bár kortársai között voltak, például Robert Hooke, akik valószínűtlennek vagy fizikailag lehetetlennek tartották, hogy a gép valóban működjön. Mások szerint Somerset valóban a modern gőzgép egyik elméleti előfutára volt. Halála után sokáig próbálták rekonstruálni szerkezetét, de modellje sosem került elő. A találmányait tartalmazó kötet – bár gyakran homályos és túlzó – jelentős hatást gyakorolt a XVII-XVIII. századi műszaki gondolkodásra.
Edward Somerset 1667. április 3-án halt meg, sírjába állítólag a gép modelljét is eltemették, de ezt a feltárás során nem sikerült bizonyítani.

### A Worcester grófok és márkik családfája
... Charles Somerset férfi ági felmenői
- ○ Charles Somerset (1460–1526),  Worcester 1. grófja ∞¹ Elizabeth Herbert,  Herbert 3. bárónője (~1476–1509/13)
  - ¹Henry Somerset (1496–1549),  Herbert 4. bárója, majd  Worcester 2. grófja
    - William Somerset (1526–1589),  Worcester 3. grófja
      - Edward Somerset (1550[m 14]–1628),  Worcester 4. grófja ∞ Elizabeth Somerset (1556–1621)
        - Katherine Somerset (~1575–1624) ∞ William Petre (1575–1637),  Petre 2. bárója
        - Henry Somerset (1577–1646),  Worcester 1. márkija ∞ Anne Russell (1578–1639)
          - Edward Somerset (1601–1667),  Worcester 2. márkija ∞¹ Lady Margaret O'Brien (1606–1681) ∞² Elizabeth Dormer (1610–1635)
            - Henry Somerset (1629–1700),  Beaufort 1. hercege  ∞ Mary Somerset (1630–1715)
              - ...innen Beaufort hercegei családfája
              - Mary Somerset (1664–1733) ∞ James Butler (1665–1745),  Ormonde 2. hercege
              - Henrietta Somerset (1669–1715) ∞1 Henry Horatio O'Brien (~1670–1690) ∞2 Henry Howard (1670–1718)  Suffolk 6. grófja
                - Henry O'Brien,  Thomond 8. grófja (1688–1741)

              - Anne Somerset (1673–1763) ∞ Thomas Coventry (1662–1710),  Coventry 2. grófja

            - Elizabeth Herbert, (~1630–1691) ∞ William Herbert (1626–1696),  Powis 1. márkija
            - Anne Somerset (1631–1662) ∞ Henry Howard (1628–1684),  Norfolk 6. hercege

        - Thomas Somerset (1579–~1650)[m 15],  Somerset 1. vikomtja

    - Anne Somerset (1536–1591) ∞ Thomas Percy (1528–1572),  Northumberland 7. grófja

##### Eredet-vizsgálat

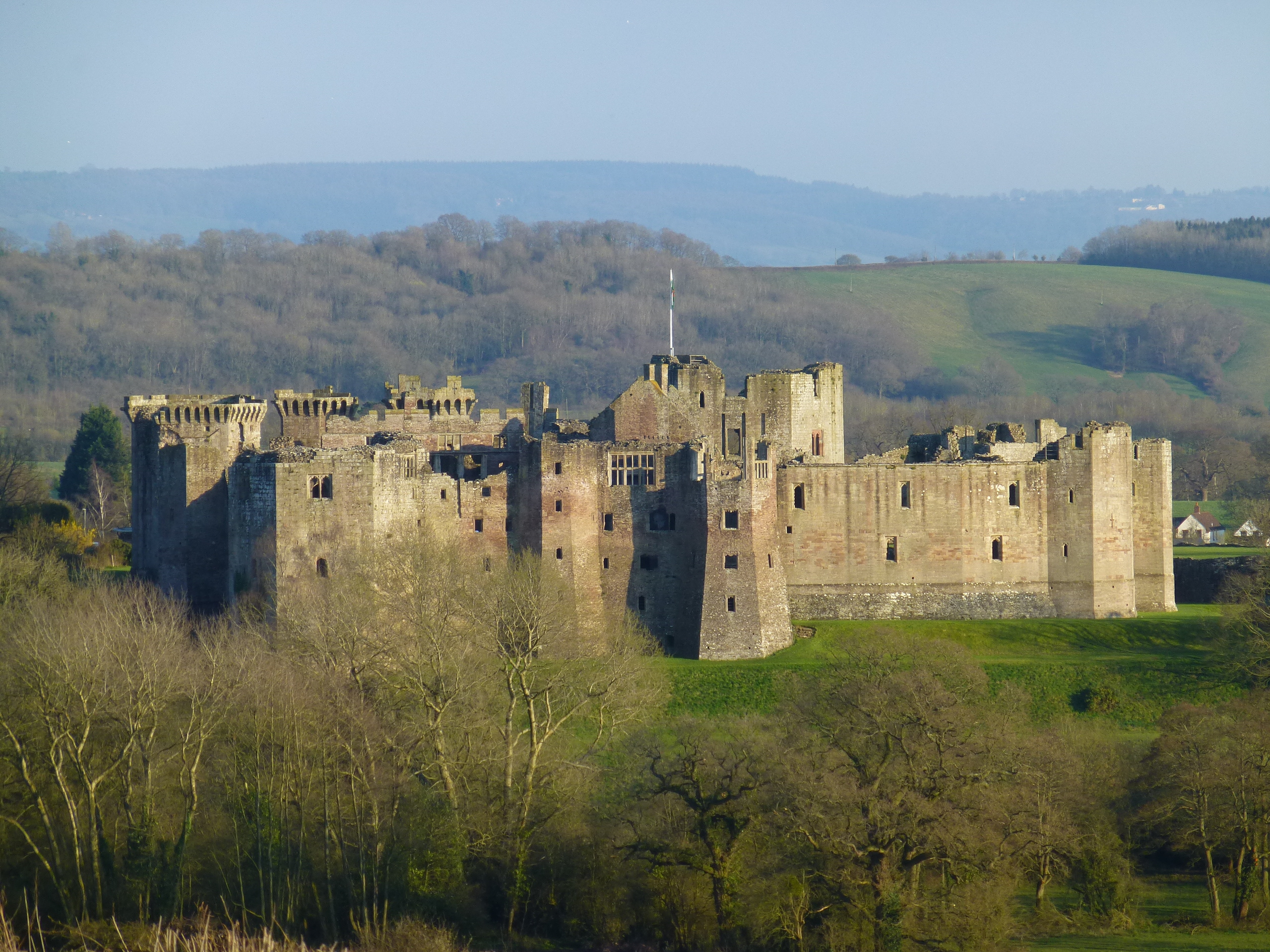
Raglan vára =====
Raglan vára késő középkori erődítmény, amely a Délkelet-wales-i, Monmouthshire megyei Raglan falutól északra található. A vár a XV. században épült, a Herbert, majd a Somerset családok birtokában volt, akik később Beaufort hercegei lettek.
Építéstörténet és fejlődés
A vár építése a Gwent kék lovagjaként („Y Marchog Glas o Went”) ismert William ap Thomas nevéhez fűződik, aki 1432-ben kezdte meg az építkezést. Fia, William Herbert, Pembroke első grófja folytatta és bővítette az építkezést, luxusrezidenciává alakítva a várat. Herbert a Rózsák háborúja idején York-ház fontos támogatója volt, a várat politikai és katonai központként is használta.
A Somerset család és a Beaufort hercegek
A XV. század végén Charles Somerset, Somerset 3. hercegének törvénytelen fia volt, feleségül vette Elizabeth Herbertet, William Herbert lányát. Ez a házasság révén Raglan vára a Somerset család birtokába került. Charles Somerset 1514-ben Worcester grófja lett, kései utóda Beaufort hercegi címet kapott 1682-ben. A vár a család egyik fő rezidenciája lett, és számos átalakításon ment keresztül, beleértve reneszánsz stílusú bővítéseket és díszkerteket.
Az angol polgárháború és pusztulás
A XVII. század közepén, az angol polgárháború idején Raglan vára a királypárti erők egyik utolsó bástyája volt Dél-Walesben. 1646-ban, egy több mint két hónapig tartó ostrom után, a várat elfoglalták a parlamenti csapatok, és szándékosan megrongálták, hogy ne lehessen újra katonai célokra használni. A pusztítás a vár jelentős részét romba döntötte, beleértve a Nagy Tornyot is.
Későbbi története és jelenlegi állapota
Az ostrom után a várat elhagyták, és az évszázadok során kőbányaként használták, ami tovább rontotta állapotát. A XVIII. században a Somerset család megtiltotta a kőbányászatot, és a várat turisztikai látványossággá alakították. 1938-ban a várat az állam gondozásába adták, és jelenleg a Cadw, a walesi kormány történelmi környezetvédelmi szolgálata kezeli. A vár romjai ma is látogathatók, és fontos kulturális örökségként tartják számon.

##### Raglan vára

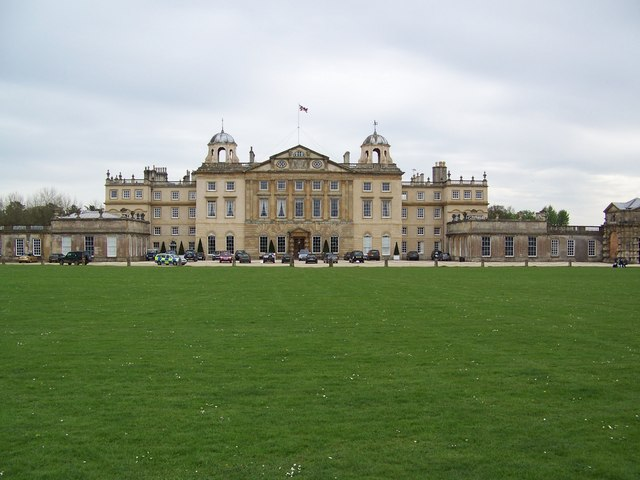
A Badminton-ház =====
A Badminton-ház jelentős angol vidéki kastély Gloucestershire megyében, amely a Beaufort hercegek fő rezidenciája a XVII. század vége óta. A kastély története, építészeti jelentősége és kulturális szerepe szorosan kapcsolódik a Somerset családhoz, akik a Beaufort hercegi címet viselik.
Történeti áttekintés
A Badminton birtok területe már a római korban is lakott volt, és a Domesday Book 1086-os feljegyzéseiben „Madmintune” néven szerepel. A középkorban a Boteler család birtokolta, majd 1612-ben Worcester 4. grófja vásárolta meg. Fia az 1620-as években jelentős átalakításokat végzett az eredeti házon, amely megalapozta a későbbi bővítéseket. A család a hercegi cím elnyerését követően tette meg Badmintont fő rezidenciájává, miután a korábbi otthonuk, Raglan vára, az angol polgárháború során romba dőlt.
Építészeti jellemzők
A kastély építészeti fejlődése több neves építész munkáját tükrözi. A XVII. században Francis Smith of Warwick és James Gibbs dolgozott a házon, míg a XVIII. század közepén William Kent palladiánus stílusban bővítette és renoválta az épületet. A kastély és a környező park Grade I besorolást kapott az angol műemlékvédelemben. A birtokon található további jelentős épületek közé tartozik a Worcester Lodge, amelyet William Kent tervezett 1746-ban, valamint a St Michael and All Angels templom, amely a Somerset család temetkezési helye.
Kulturális és társadalmi jelentőség
Badminton House nemcsak építészeti, hanem kulturális szempontból is jelentős. A kastély neve összefonódott a badminton sportággal, amelyet a XIX. században itt népszerűsítettek. A kastélyban tartották az első Badminton Horse Trials eseményt 1949-ben, amely azóta is évente megrendezésre kerül, és a lovassport egyik legrangosabb versenye. A második világháború idején Mária királyné a kastélyban élt, ami tovább növelte annak történelmi jelentőségét.
A kastély napjainkban
A Badminton-ház továbbra is a Beaufort család tulajdonában van, és a kastély valamint a birtok különböző rendezvényeknek, esküvőknek és filmforgatásoknak ad otthont. A kastélyban forgatták többek között a „Napok romjai”, a „28 nappal később” és a „Pearl Harbor – Égi háború” című filmek egyes jeleneteit.

### A Worcester grófok és márkik festményen
- George Perfect Harding (1780–1853) festő készítette Charles Somerset, Worcester első grófjának portréját. Ez a XIX. századi akvarell egy ismeretlen XVII. századi művész alkotásán alapul. A festmény jelenleg a londoni National Portrait Gallery (London) gyűjteményében található. A gróf bal válla fölött látható a címere, az áthúzás a törvénytelen voltát jelenti, a címer körül a Térdszalagrend szalagja látható.
- William Somerset, Worcester 3. grófja. A gróf bal válla fölött látható a címere, a címer körül a Térdszalagrend szalagja látható.
- Edward Somerset, Worcester 4. grófjának portréja, Gilbert Jackson festménye, 1621, olaj, vászon, a művész aláírásával.
- Thomas Anthony Dean (1801–1860) 1871-ben készült festménye Henry Somersetről, Worcester 1. márkijáról.
- Edward Somerset, Worcester második márkijának portréja.

## Beaufort hercege (1682)

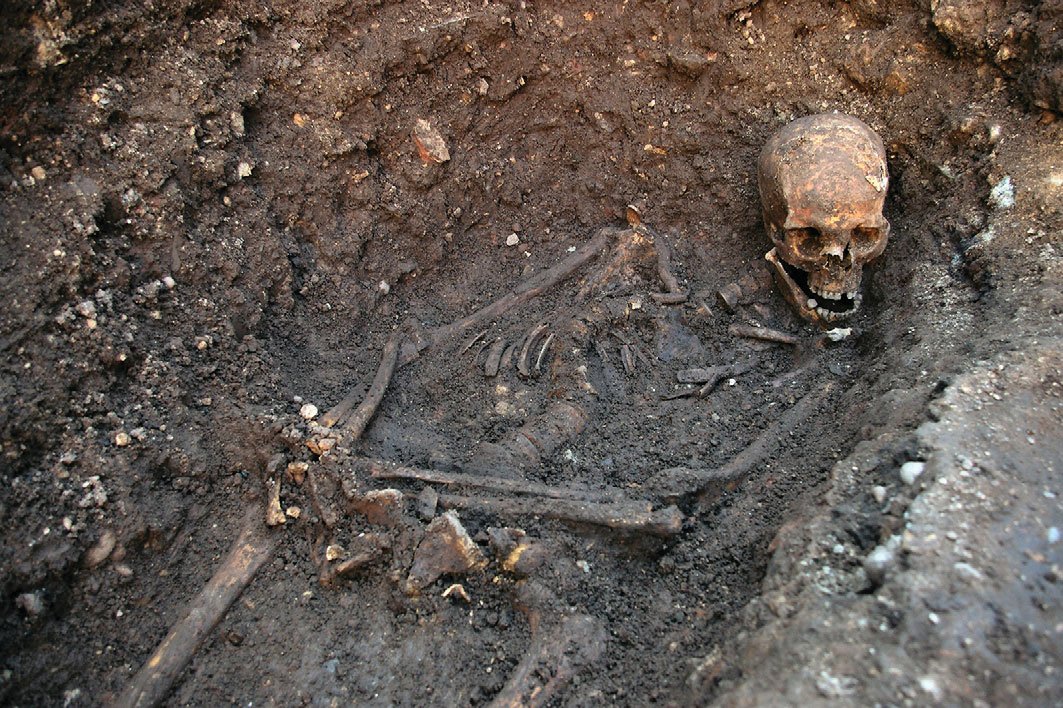
Eredet-vizsgálat =====
Exhumálás és azonosítás
2012-ben a Leicesteri Egyetem régészei egy parkoló alatt rábukkantak egy középkori csontvázra, amelyről hamarosan feltételezték, hogy III. Richárd angol király földi maradványai lehetnek. A csontvázat a város egykori ferences apátság területén találták meg, ahol a történeti források szerint Richárdot a bosworthi csata után 1485-ben eltemették. A maradványokat kiemelték, és tudományos vizsgálatoknak vetették alá, többek közt antropológiai, radiokarbonos és DNS-analízisnek is.
DNS-vizsgálat
III. Eduárd angol király unokája volt John Beaufort, egy másik fián át dédunokája III. Richárd. A Richárd lánytestvérének a mitokondriális DNS-ét összevetették III. Richárd nőági leszármazottaival, és a genetikai egyezés megerősítette a személyazonosságot. Ugyanakkor a kutatók Y-kromoszómás (férfiági) DNS-vizsgálatot is végeztek., amely során összehasonlították Richárd nagyapaja feltételezett leszármazottait – köztük a Beaufort-ház mai férfitagjait – a csontváz mintáival. A vizsgálat során eltérést találtak, azaz a Y-kromoszóma nem egyezett meg a Beaufort-vonaléval.
Következtetések
A DNS-vizsgálat kizárólag III. Richárd feltételezett nővére és az ő leszármazottai közötti kapcsolatot igazolta. Nem bizonyította, hogy III. Richárd valóban III. Eduárd vér szerinti dédunokája lenne. Azt sem igazolta, hogy Richárd és a DNS-mintát hordozó nőági rokon valóban azonos apától és anyától származnának. Mindezek alapján – más, nem genetikai alapú érvek és a statisztikai valószínűség miatt – szokás feltételezni, hogy a nem apasági esemény a Beaufort-ágon történt, de ezt a DNS-vizsgálat nem bizonyítja.
Történelmi jelentőség
Ez a felfedezés nem csupán tudományos szenzáció, hanem komoly történeti és dinasztikus kérdéseket is felvet. A brit uralkodóház legitimációja ugyan nem sérült, mivel az apai vonal szerepe a trónöröklésben mindig is jogi és nem genetikai alapon dőlt el. Bár a törés statisztikailag valószínűbb a Beaufort-ágon, jelenleg nincs rá döntő genetikai vagy történeti bizonyíték.
Régészeti kutatás és Richárd földi maradványainak felfedezése

Henry Somerset Worcester 3. márkija, majd Beaufort 1. hercege (1682) KG PC

##### A Beaufort-féle rókavadászat

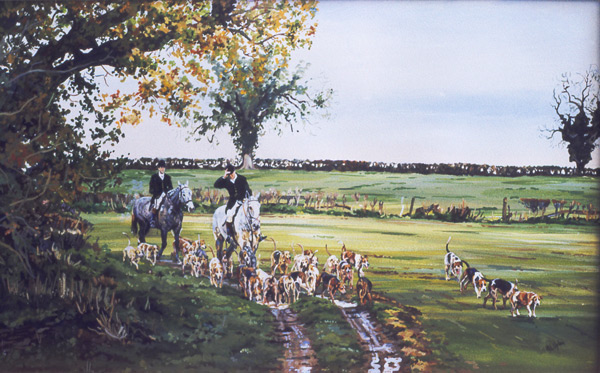
A Beaufort-féle rókavadászat =====
A Beaufort-féle rókavadászat (Duke of Beaufort’s Hunt) az egyik legrégebbi és legnagyobb rókavadász társaság Angliában. A XVII. század végén alapították, szorosan kötődik a Beaufort hercegekhez, akik generációkon át személyesen vezették vagy támogatták a társaságot. A vadászat központja Gloucestershire és Wiltshire megyék határvidéke, különösen a Badminton House környéki birtokokon.
A társaság a klasszikus angol rókavadászat hagyományait követi, vagyis lovon ülve, kopók segítségével űzik a rókát. A vadászatok szezonálisan zajlanak, szigorú szabályok és ceremoniális keretek között. A Beaufort Hunt híres a kiválóan képzett lovasairól, eleganciájáról és fegyelmezettségéről, valamint arról, hogy számos brit arisztokrata és királyi családtag is részt vett vadászataikon.
A 2004-es Hunting Act törvény értelmében Angliában a hagyományos rókavadászat élő állatra tilos, így a társaság napjainkban ún. drag hunting formájában működik – előre kijelölt útvonalon, mesterséges illatcsíkkal.
A Beaufort-féle rókavadászat kulturális jelentősége máig megmaradt: fontos része az angol vidéki hagyományoknak, és gyakran jelenik meg irodalmi, képzőművészeti vagy társadalmi utalásokban.

Henry Somerset (1629–1699 vagy 1700 január 21.) apja, Worcester 2. márkija katolikus hitéért száműzetésbe kényszerült. Érvényesülése érdekében Henry protestáns hitre tért át. 1654-ben Breconshire képviselőjeként tagja lett az első protektorátusi parlamentnek (Lásd bővebben: Anglia Cromwell alatt. 1657-ben polgári házasságot kötött, mert akkoriban ez volt a törvényes forma volt. Részt vett a restaurációt előkészítő royalista mozgalomban, amiért rövid időre a Towerbe zárták, de rövid idő múlva szabadult. 1660-ban ő is azok között volt, akik parlamenti megbízásból II. Károlyért Bredába utaztak, hogy visszakísérjék Angliába.
1660-tól 1667-ig Monmouthshire képviselője volt. Képviselőségének apja halála vetett véget, főnemesként – Worcester 3. márkija, Worcester 7. grófja és Herbert 9. bárója – nem maradhatott képviselő. Számos fontos hivatal viselője volt: három megye – Monmouthshire, Herefordshire és Gloucestershire – hadnagya (1660–1689), majd Wales főtanácsának elnöke és Észak- és Dél-Wales hadnagya (1672–1689). 1672-ben a Titkos tanács tagja, majd a Térdszalagrend lovagja lett. 1682-ben I. Károly király új hercegi címet hozott létre számára: Henry Somerset lett ő Beaufort első hercege, a középkori Beaufort-ház leszármazottjaként. Politikailag mindig a királypárti oldalon állt, szembeszállt az Exclusion Bill-lel, aminek következtében a parlament kérte eltávolítását a király tanácsából, de II. Károly elutasította a kérést.
1685-ben fontos szerepet játszott a Monmouth-felkelés leverésében, elfoglalta Bristolt, hogy megakadályozza a felkelők előrenyomulását. II. Jakab 1685-ös koronázásán ő vitte a királynő, Modenai Mária Beatrix királyné koronáját. Az 1688-as Dicsőséges forradalom idején kezdetben ellenállt a forradalmi erőknek. Végül 1689 márciusában hűséget esküdött Orániai Vilmosnak, egy évvel később vendégül is látta őt Badmintonban, a Beaufortok kastélyában. Élete utolsó éveiben visszavonultan élt. 1696-ban, miután lelepleztek egy II. Vilmos elleni jakobita merényletkísérletet, a parlament hűségnyilatkozatot fogalmazott meg, amelyben az aláírók elkötelezték magukat a király védelmére és támogatására. Henry Somerset nem volt hajlandó ezt a nyilatkozatot aláírni, valószínűleg jakobita szimpátiái miatt.
Egyetlen fia, Charles Somerset, Worcester márkija 1698 júliusában Walesben vesztette életét, amikor a hintója balesetet szenvedett, így unokája lett címei örököse.
Henry Somerset, Beaufort 2. hercege KG PC
Henry Somerset  (1684 – 1714. május 24.) a Monmouth kastélyában született, tizenhat évesen lett herceggé.  A politikától sokáig távol maradó herceg a család Badminton kastélyában látta vendégül Anna királynőt és férjét 1702 augusztusában. Beaufort hercege 1710-ben, amikor Anna királynő a whigek bukása után valódi politikai hatalomhoz jutott, így üdvözölte őt: „végre valóban királynőnek szólíthatom”. Tory párti arisztokrataként 1710-ben bekerült a Titkos tanácsba, 1710–1714 között Hampshire, 1712-től Gloucestershire hadnagya, és ugyanettől az évtől a Királyi Testőrség kapitánya volt. 1712. október 25-én elnyerte a Térdszalagrend lovagja címet. Kortársai kiváló jellemű, jóképű, nemes lelkű férfiként írták le – Thomas Hearne „rendkívüli becsületességű, kellemes külsejű és kivételesen jó természetű úriembernek” nevezte. Fiatalon, harmincévesen halt meg 1714. május 24-én.
Henry Scudamore, Beaufort 3. hercege
Henry Somerset (1707. március 26. – 1745. február 24.) a Westminster Schoolban tanult, majd 1720-tól az Oxfordi Egyetem University College hallgatója lett, ahol 1725-ben polgári jogi doktori fokozatot szerzett. 1729-ben a herefordi főszolgabíró.
Ugyanebben az évben vette feleségül Frances Scudamore-t, James Scudamore, Scudamore 3. vikomtjának örökösnőjét. Ennek révén hozzájutott a Holme Lacy-i birtokhoz és más Herefordshire-i javakhoz. 1730-ban parlamenti döntéssel elhagyta a Somerset, és felvette a Scudamore vezetéknevet. Az elhagyás ritka eset volt, a birtok szerzés megerősítése miatti vezetéknév-kiegészítés viszont gyakori, megszokott, elfogadott. A házasság botrányba torkollott, Frances 1742-ben nyilvánosan megcsalta őt William Talbottal, Frances Scudamore és William Talbot ténylegesen együtt éltek, vagy legalábbis olyan közeli és tartós kapcsolatban álltak, hogy azt a kortársak nyilvános együttélésként érzékelték.
A herceg válópert indított, a kapcsolatot a felesége nem tagadta, azzal védekezett, hogy férje impotens.A herceg erre hivatalos orvosi és jogi vizsgálatot kért: az angol egyházjog és a parlament testi alkalmassági vizsgálatot engedélyezett. 1743-ban hivatalos vizsgálat bizonyította nemzőképességét. Egy női tanú (valószínűleg egy cseléd vagy alkalmazott) is azt vallotta, hogy a herceg vele „megfelelő módon” viselkedett – azaz aktusra képes volt. A parlament külön törvénnyel 1744-ben elválasztotta a párt. Az egyház formálisan nem támogatta az ilyen eljárásokat, de ha a férj ártatlansága és a feleség hűtlensége bizonyított volt, akkor nem ellenezte a válást mint végső lépést, különösen, ha az a világi hatalom jogkörében történt. Frances  a válás után nem szeretője, hanem Charles FitzRoy, Grafton 2. hercegének törvénytelen fiával házasodott össze. A férfi szintén felvette a Scudamore nevet. Egy lányuk született, Frances (1750–1820), aki Charles Howardhoz, Norfolk 11. hercegéhez ment feleségül, de később elmebeteggé vált.
Beaufort herceg támogatta a Foundling Hospital (árvaház) létrehozását, és 1739-ben alapítóként szerepelt annak királyi alapítólevelében. Politikai szempontból tory volt. 1743-ban politikai kapcsolatot keresett Franciaországgal a Stuart-ház visszaállításának támogatására. 1745. február 24-én halt meg Bath városában, „beteges testalkata és többféle rendellenesség következtében”. A herceg sosem házasodott újra, és nem hagyott törvényes utódot. Egyetlen ismert utóda egy törvénytelen lánya, Margaret Burr volt, aki Thomas Gainsborough felesége lett. Neve fennmaradt a fiatal korában megrendelt, később híressé vált Badminton Cabinet nevű olasz díszkomód kapcsán, amely 2004-ben az addigi idők legdrágább bútoraként kelt el.
Charles Noel Somerset, Beaufort 4. hercege
Charles Noel Somerset (1709. szeptember 12. – 1756. október 28.) a Winchester College-ben, majd Oxfordi Egyetem University College-ban tanult, 1727-ben megszerezte bölcsész–, majd 1736-ban jogi doktorit. Politikai pályáját Tory pártiként kezdte, 1731-ben Monmouthshire képviselője lett, majd 1734–1745 között Monmouth városát képviselte a brit parlamentben. A bátyja 1745-es halála után örökölte a Beaufort hercege, Worcester grófja, Worcester márkija és  Herbert bárója címeket, ekkor ült át az alsóházból a lordok házába. Erősen konzervatív nézeteket vallott, „megingathatatlan és elszánt jakobitaként” tartották számon. A whig kormányzat ellenzékeként részt vett Walpole megbuktatásában, de csalódott a kormánykritikus whigekkel kötött kompromisszumban, ezért 1744-ben átvette a Tory párt vezetését – hivatalosan azonban a kormány továbbra is John Leveson-Gowerrel, Gower első grfójával tárgyalt.
Jakobita meggyőződését bizonyítja, hogy 1745 augusztusában titokban támogatást ígért a franciáknak, szeptemberben pedig angliai partraszállást sürgetett. Lord Lovat később azt vallotta, hogy ha Beaufort nem ígért volna 12 000 fontot a felkelésre, ő maga nem csatlakozott volna. Ennek ellenére a kormány soha nem indított a herceg ellen eljárást. 1749-ben Beaufort részt vett a Frederik walesi herceg pártolta ellenzéki találkozón, amely összehozta a jakobitákat és a trónörököst támogató fiatal politikusokat. Charles Edward Stuart 1750-es titkos londoni látogatása idején ő és John Fane, Westmorland 7. grófja vezette az angliai jakobiták megbeszélését – ez volt a mozgalom utolsó fellángolása.
1756. október 28-án hunyt el. Kortársai „értelmes, energikus, erkölcsileg feddhetetlen, de politikailag kérdéses képességű emberként” jellemezték.
Henry Somerset, Beaufort 5. hercege KG
Henry Somerset (1744. október 16. –  1803. október 11.) az Oxfordi Egyetem Oriel College-ben tanult, 1763-ban bölcsész- és jogtudományi doktorátust szerzett. Alig huszonegy évesen örökölte a Beaufort hercege címet. Pályafutását a királyi udvarban kezdte, 1768-tól rövid ideig a királyné főilovászaként szolgált, majd sorra nyerte el a magas rangú megyei tisztségeket: 1771-től Monmouthshire, 1787-től Leicestershire és Brecknockshire hadnagya lett, ezeket a tisztségeket haláláig viselte. 1771-ben a Monmouthshire-i milícia ezredese lett, majd 1793-tól a Monmouth–Brecon milícia parancsnokává nevezték ki.
A közélet mellett fontos szerepet vállalt a korabeli társasági életben is. 1767 és 1772 között a Szabadkőművesek Egyesült Nagypáholyának nagymestere volt. 1786. június 2-án a Térdszalagrend lovagjává vált. Életének utolsó évében, 1803. június 4-én királyi oklevél útján megkapta a Botetourt 5. bárója örökölhető címet.
Henry Charles Somerset, Beaufort 6. hercege KG
Henry Charles Somerset (1766. december 22. – 1835. november 23.) a Westminster Schoolban tanult Londonban. 1784-ben iratkozott be az Oxfordi Egyetem Trinity College-be, ahol 1786-ban bölcsész diplomát szerzett. 1793 februárjában, a Francia forradalom kitörésekor őrnagyi kinevezést kapott apja Monmouth és Brecon megyei milíciájában, majd 1803-ban, apja halála után, ezredesi rangban átvette a parancsnokságot, amelyet élete végéig megtartott.
Politikai pályáját tory parlamenti képviselőként kezdte: 1788 és 1790 között Monmouth képviselője volt, majd 1790 és 1796 között Bristol, 1796 és 1803 között pedig Gloucestershire küldötte a brit alsóházban. 1803-ban, apja halálával örökölte címeit, és tagja lett a Lordok házának. Ugyanettől az évtől Monmouthshire és Brecknockshire, majd 1810-től Gloucestershire hadnagya, e tisztségeket is haláláig viselte. 1812-től szintén ő volt a Deani-erdő erdőgondnoka, St Briavel vár parancsnoka. A Térdszalagrend lovagjává 1805. január 17-én nevezték ki. 1831-ben, IV. Vilmos király és a királynő koronázásán ő vitte a királyné koronáját.
Kortársai szerint nyílt, becsületes, jellemes ember volt, aki pontosan intézte ügyeit, nagylelkű volt, segítőkész és egyenes beszédű. Egyszerű, közvetlen modora és önzetlen magatartása méltósággal párosult, és a közéletben is kitűnt megbízhatóságával és rendíthetetlen lojalitásával.
Henry Somerset, Beaufort 7. hercege KG
Henry Somerset (1792. február 5. – 1853. november 17.) 1810-ben csatlakozott a 10. huszárezredhez, egy évre rá hadnaggyá léptették elő. A Napóleoni háborúk idején 1812 és 1814 között Wellington herceg segédtisztjeként szolgált Portugáliában és Spanyolországban. Politikai pályára lépve 1813-tól 1832-ig Monmouth képviselőjeként, tory színekben tagja volt a brit parlamentnek. 1815-ben az Admiralitás tagjává nevezték ki, és ebben a tisztségben 1819-ig szolgált. Ugyanebben az évben elérte a századosi, majd decemberben az őrnagyi rangot. 1831-ben választási vereséget szenvedett Benjamin Halltól, de az eredményt sikeresen megtámadta és ideiglenesen visszaszerezte mandátumát. Az 1832-es választáson ismét alulmaradt. 1835-ben már West Gloucestershire képviselőjeként tért vissza a parlamentbe, mielőtt még ugyanabban az évben, apja halálával örökölte volna a hercegi címet. 1836-ban – apjához hasonlóan – Bristol kormányzójává nevezték ki, a tisztséget haláláig megtartotta. 1842. április 11-én a megkapta a Térdszalagrendet.
Henry Somerset Wellington hercege alatt szolgált segédtisztként, és a hadjáratok során szoros kapcsolatba került Wellington családjával. Minden valószínűség szerint ennek a katonai és társadalmi közelségnek köszönhető, hogy 1814-ben feleségül vette Wellington unokahúgát, Charlotte Sophia Leveson-Gowert, aki Lady Anne Smith, a herceg nővérének leánya volt. Charlotte 1821-ben meghalt, és már a következő évben Somerset újraházasodott: ezúttal Emily Frances Smith-t, Charlotte féltestvérét vette feleségül, aki Lady Anne Smith második házasságából született. Ez a házasság azonban súlyosan ütközött az anglikán egyház kánonjogával, amely tiltotta a házastárs testvérével való frigyet, még özvegység esetén is. Wellington hercege, akinek két unokahúga is érintett volt az ügyben, határozottan ellenezte a második házasságot, és mind erkölcsi, mind vallási okokra hivatkozva tiltakozott ellene – különösen érzékenyen érintette, hogy mindez korábbi segédtisztje révén történt. Bár az egyház tiltakozott ellene, a házasság jogilag érvényes volt, és az abból született gyermekek törvényes örökösnek számítottak.
Henry Charles FitzRoy Somerset, Beaufort 8. hercege KG PC
Henry Charles FitzRoy Somerset (1824. február 1. – 1899. április 30.) Párizsban született. A Fitzroy – jellemzően az uralkodó törvénytelen leszármazottai vezetékneve – esetében keresztnév a Beaufort-ház Plantagenêt-ház származására való utalás. Az Eton College-ben tanult, majd 1841-ben belépett a brit hadseregbe. A következő évben segédtisztként szolgált Wellington hercege mellett, aki ekkor a brit haderő főparancsnoka volt – akárcsak korábban az apja a félszigeti háborúk idején. Wellington halála után Hardinge vikomt főparancsnok mellett folytatta szolgálatát 1846-ig. Közben hadnaggyá, majd a 7. huszárezred kapitányává lépett elő, végül a Gloucestershire-i Yeomanry ezredparancsnoka lett. Katonai szolgálatát 1861-ben fejezte be, később több önkéntes egység tiszteletbeli parancsnoka volt, és katonai tisztségeiről csak 1888-ban mondott le.
1846-tól 1853-ig East Gloucestershire tory képviselője volt a parlamentben, 1853 novemberében örökölte a hercegi címet és helyet foglalt a Lordok Házában. Több udvari tisztséget viselt: kétszer is kinevezték a királyi főlovászmesterré, először 1858-ban Lord Derby második, majd 1866-ban harmadik kormányában. 1858-ban a Titkos tanács tagjává nevezték ki, 1867-ben elnyerte a Térdszalagrend lovagja címe, és ugyanabban az évben Monmouthshire hadnagya lett, a tisztségét haláláig viselte. 1854-től 1899 – nagyapját és apját követően – Bristol kormányzója is volt.
Gazdag földbirtokosként több mint 20 640 hektár földet – nagyjából a XXII. kerület, Budafok-Tétény nagyságú, de nem összefüggő területet – birtokolt, főként Monmouth és Gloucestershire megyékben. Kulturális érdeklődését jól mutatja, hogy ő volt a kezdeményezője és szerkesztője az 1885-ben indult Badminton Library című sportkönyvsorozatnak, amelynek első kötete a vadászatról szólt.
Henry Adelbert Wellington FitzRoy Somerset, Beaufort 9. hercege
Henry Adelbert Wellington FitzRoy Somerset  (1847. május 19. – 1924. november 24.) keresztneveit három keresztszülője után kapta: Henry – nagyapja, a 7. Beaufort herceg –, Adalbert – az özvegy királyné – és Wellingon – Arthur Wellesley, Wellington 1. hercege után. 1860 és 1864 között az Eton College-ben tanult, majd 1865-ben a Royal Horse Guards katonájaként kezdte pályáját, ahol ugyanabban az évben zászlóssá, 1869-ben kapitánnyá léptették elő. Később a Royal Gloucestershire Hussars tiszteletbeli ezredese lett, valamint szolgált mint a Gloucestershire Yeomanry tiszteletbeli ezredese is. 1899-ben nevezték ki Viktória királynő segédtisztjévé. A családi tradíciónak megfelelően megkapta  Bristol kormányzói tisztségét is. Szintén 1899-ben vált Monmouthshire és Gloucestershire alhadnagyává, és igazságügyi békebíróként is szolgált mindkét megyében. 1899-ben megkapta a Raglan kastély örökletes őrének címét is.
Henry Hugh Arthur FitzRoy Somerset, Beaufort 10. hercege KG PC
Henry Hugh Arthur FitzRoy Somerset (1900. április 4. – 1984. február 5.) az Eton College-ben tanult, majd a Sandhursti Királyi Katonai Akadémia hallgatója lett, ahol tiszti kiképzést kapott, a Royal Horse Guards hadnagyává avatták. Rövid katonai szolgálat után kilépett a hadseregből, de a tartalékos erőkhöz kötődése megmaradt: többek között a 21. (Royal Gloucestershire Hussars) páncéloskocsi-század (1969–1971), a Royal Wessex Yeomanry (1971–1984) és a Warwickshire Yeomanry (1971–1972) tiszteletbeli ezredese volt.
1933-ban, miután az International Horse Show meghiúsult, az akkor fiatal Beaufort herceg vezetésével új bizottság jött létre, amely 1934-ben sikeresen újjászervezte a rendezvényt az Olympia csarnokban. A brit udvarban kiemelkedő szerepet vállalt: 1936 és 1978 között három uralkodó – VIII. Eduárd, VI. György és II. Erzsébet – alatt szolgált főlovászként. Részt vett számos kiemelt udvari eseményen, köztük 1947-ben Erzsébet hercegnő és Fülöp edinburgh-i herceg esküvőjén.
Pályafutása során számos magas kitüntetést és hivatalt kapott: 1930-ban megkapta a Királyi Viktoriánus Rend nagykeresztjét (GCVO), 1936-ban tagja lett a Titkos tanácsnak, 1937-ben a Térdszalagrend lovagja (KG) lett, 1953-ban pedig a Viktória-lánc kitüntetésben részesült. 1955-ben a portugál államfőtől a Krisztus-rend nagykeresztjét is megkapta. Tiszteletbeli posztjai között szerepelt a Tewkesbury-i főispánság (1948–1984), Raglan vár örökös őrsége, valamint Gloucester és Bristol főispáni címei is. 1965 és 1970 között a Bristoli Egyetem kancellárjaként szolgált, és több társadalmi intézmény, köztük a Marylebone Cricket Club, a British Olympic Association, a Battersea Dogs Home és a Bristol Rovers elnöke volt.
1923-ban Somerset feleségül vette  Victoria Cambridge-et (1897–1987). Victoria Mary of Teck hercegnőként született. 1917-ben V. György király lemondott minden német címéről és minden Nagy-Britanniában élő német rokonától megvonta a német címeiket és új brit címeket adományozott.  Mary apja is új brit címet kapott, ő pedig így lett Mary Cambridge. Somerset 83 évesen hunyt el. Temetése szokatlan módon királyi családi részvét mellett zajlott, maga II. Erzsébet királynő is jelen volt. Temetése után állatjogi aktivisták megrongálták sírját, és bár tervük az exhumálás és a herceg fejének elrablása volt, nem jártak sikerrel.
Az 1682-ben királyi oklevéllel létrehozott Beaufort hercegi címet nem lehet női ágon örökölni. Mivel a 10. herceg gyermektelenül hunyt el, a hercegi cím, a Worcester grófja (1513) és Worcester márkija (1642) címek, valamint a birtokai elsőfokú unokatestvérének unokájára, David Somersetre, Beaufort 11. hercegére (1928–2017) szálltak. David Somerset Lord Henry Somerset, a 8. herceg második fiának fia volt. Már hosszú ideje a Badminton-birtokon élt, ahol a gazdálkodásban is segített, és szoros kapcsolatot ápolt elődjével.
A régi címek, mint a Botetourt bárója (1305) és a Herbert bárója (1461), amelyek meghívólevél alapján jöttek létre, örökölhetők női ágon is. Így a herceg halálával ezek a címek alvó állapotba kerültek, vagyis függőben maradtak, mivel több öröklésre jogosult élt a leszármazottak között.
- Lady Blanche Somerset (1897–1968) ∞¹ John Eliot,  St Germans 6. grófja ∞² George Francis Valentine Scott Douglas (1898–1930)
  - Lady Rosemary Eliot (1919–1963)
    - Davina Nutting (1940–1976) ∞ John Martin Brentnall Cope
      - Jonathan Edric Cope (1961–1976)
      - Frederica Samantha Mary Cope (1963–) ¼ Botetourt báróság[m 22] ∞ David Thomas
        - Davinia Mary Mauritius Thomas (1999–)

    - Alexandra Rubens (sz. 1951) ¼ Botetourt báróság[m 22] ∞ Danny Peyronel
      - Jesse Alexander Peyronel (sz. 1977)

  - Lady Cathleen Eliot (1921–1994) ∞John Seyfried
    - David Seyfried-Herbert (1952–)  19. Herbert báró (2002)[m 23], ½ Botetourt báróság[m 22]

David Robert Somerset, Beaufort 11. hercege
David Robert Somerset (1928. február 23. – 2017. augusztus 16.) az Eton College-ban tanult, 1946-ban zászlóslett a Coldstream Guards kötelékében, 1949-ben hadnaggyá léptették elő. Családja a Beaufort-ház oldalágához tartozott, s mivel apja unokatestvére, a 10. herceg házassága gyermektelen maradt. Bátyja, John Alexander Somerset 1945-ben, a második világháború utolsó heteiben esett el, így David vált a Beaufort hercegi cím várható örökösévé. Apja halála után átvette a családi ügyek irányítását, majd 1984-ben ténylegesen örökölte a hercegi címet és a hozzá tartozó földbirtokokat, köztük a Badminton House-t és mintegy 20 640 hektár földet. Konzervatív párti lordként 1984 és 1999 között tagja volt a Lordok Házának.
Aktív szerepet vállalt a lovaséletben és a rókavadászatban. 1988–1990 között a Brit Lovas Szövetség elnöke volt. A Beaufort-rókavadászat (Beaufort Hunt) meghatározó alakja, gyakran került konfliktusba vadászatellenes csoportokkal. 1988-ban bekerült a legjobban öltözöttek nemzetközi dicsőségcsarnokába. Ezen túl műgyűjtőként is ismert volt, a Marlborough Fine Art elnökeként működött. Kisebb politikai botrányba keveredett, amikor 2009-ben kiderült, hogy a herceg kb. 130-140 millió forintot kapott egy hídépítés során azért, hogy engedélyezze a Swansea-i Tawe folyómeder használatát, amelyet a család négyszáz éve birtokolt. Halálakor a vagyonát 150 milliárd forintra (315 millió font) becsülték.
Henry John FitzRoy Somerset, Beaufort 12. hercege
Henry John FitzRoy Somerset (1952. január 22. – ) brit arisztokrata, zenész és író, becenevén Bunter. Tanulmányait a Hawtreys-ben, majd az Eton College-ben, végül a Királyi Mezőgazdasági Egyetemen (Royal Agricultural College) végezte. Ifjúkora óta érdeklődött a zene iránt: énekes és dalszerző a nem túl ismert The Listening Device nevű rockegyüttesben, amely 2006-ban fellépett a Highclere Rocks fesztiválon, többek közt Bryan Ferry, Eric Clapton és Roger Waters mellett. Apja 2017-es halálakor örökölte a hercegi címet. Ő a vezetője a Beaufort-rókavadászatnak is, amelyet 2017-től hivatalosan is ő irányít. Önéletrajza – The Unlikely Duke, a cím többértelmű, magyarul A nem várt herceg lehetne – 2023-ban jelent meg.

### Beaufort hercegeinek családfája
...A Worcester grófok és márkik családfája
- Henry Somerset (1629–1700),  Beaufort 1. hercege  ∞ Mary Somerset (1630–1715)
  - Charles Somerset (1660–1698), Worcester márkija ∞ Rebecca Child (1666–1712)
    - Henry Somerset (1684–1714),  Beaufort 2. hercege
      - Henry Scudamore (1707–1745),  Beaufort 3. hercege ∞ Frances Scudamore (1711–1750)[m 26]
        - Margaret Somerset (~1728–1798) ∞ Thomas Gainsborough (1727–1788)

      - Charles Somerset (1709–1756),  Beaufort 4. hercege ∞ Elizabeth Berkeley (1719–1799)
        - Ann Somerset (1741–1763) ∞ Charles Compton (1737–1763),  Northampton 7. grófja
        - Henry Somerset (1744–1803),  Beaufort 5. hercege ∞ Elizabeth Boscawen (1747–1828)
          - Henry Somerset (1766–1835),  Beaufort 6. hercege ∞ Charlotte Leveson-Gower (1771–1854)
            - Henry Somerset (1792–1853),  Beaufort 7. hercege ∞1 Charlotte Sophia Leveson-Gowert (1792–1821) > ∞2 Emily Frances Smith (1800–1889) >
              - Henry Somerset (1824–1899),  Beaufort 8. hercege
                - Henry Somerset (1847–1924),  Beaufort 9. hercege
                  - Blanche Somerset (1897–1968) ∞¹ John Eliot (1890–1922),  St Germans 6. grófja ∞² George Francis Valentine Scott Douglas (1898–1930)
                    - ... innen Herbert báró és Botetourt bárói címek

                  - Henry Somerset (1900–1984),  Beaufort 10. hercege ∞ Mary of Teck (1897–1987)

                - Lord Henry Somerset (1849–1932)[m 27]
                  - Henry Somerset (1874–1945)[m 28]
                    - Henry Robert Somers FitzRoy de Vere Somerset (1898–1965)[m 29]
                      - David Somerset (1928–2017),  Beaufort 11. hercege ∞1 Lady Caroline Thynne (1928–1995) ∞2 Miranda Morley (1947–)
                        - Henry Somerset (1952–),  Beaufort 12. hercege ∞1 Tracy Somerset (1958-) ∞2 Georgia Powell, (1969–)
                          - (1) Robert Somerset, (1989–) Worcester márkja ∞ Lucy Yorke-Long (1986–
                          - Lady Bella Somerset (1991–)
                          - (2) Lord Alexander Somerset, (1995–)

              - Blanche Somerset (1856–1897) ∞ John Beresford (1844–1895),  Waterford 5. márkija
              - Emily Somerset (1828–1895) ∞ George Hay-Drummond (1827–1897),  Kinnoull 12. grófja
              - Edith Somerset (1838–1915) ∞ William Denison (1834–1900),  Londesborough 1. grófja

            - Harriet Somerset (1810–1885) ∞ Randolph Stewart (1800–1873),  Galloway 9. grófja

          - FitzRoy Somerset (1788–1855),  Raglan 1. bárója
            - ...innen Raglan bárója, ma is létező cím

        - Mary Somerset (1756–1831) ∞ Charles Manners (1754–1787),  Rutland 4. hercege

    - Henrietta Somerset (1690–1726) ∞ Charles FitzRoy (1683–1757),  Grafton 2. hercege

  - Mary Somerset (1664–1733) ∞ James Butler (1665–1745),  Ormonde 2. hercege
  - Henrietta Somerset (1669–1715) ∞1 Henry Horatio O'Brien (~1670–1690) ∞2 Henry Howard (1670–1718)  Suffolk 6. grófja
    - Henry O'Brien,  Thomond 8. grófja (1688–1741)

  - Anne Somerset (1673–1763) ∞ Thomas Coventry (1662–1710),  Coventry 2. grófja

### Beafort hercegei festményen és fotón
- Henry Somerset, Beaufort 1. hercege, a Térdszalagrend lovagja, ismeretlen festő műve (olaj, vászon, 1672 és 1689 között), Térdszalagrend-díszöltözetben.
- Henry Somerset, Beaufort 2. hercege, a Térdszalagrend lovagja, Michael Dahl festménye (olaj, vászon, kb. 1702–1712 között).
- Charles Noel Somerset, Beaufort 4. hercege, William Hoare festménye az XVIII. század első feléből (olaj, vászon).
- Henry Somerset, Beaufort 5. hercege (1744–1803) portréja, Francis Cotes festménye az XVIII. század harmadik negyedéből (olaj, vászon).
- Henry Somerset, Beaufort 6. hercege (1766–1835) mezzotint portréja, Charles Turner metszete, 1828. (National Portrait Gallery, London)
- Henry Somerset, Beaufort 7. hercege (1792–1853) portréja, Henry Thomas Alken festménye, 1845 (olaj, vászon, részlet).
- Henry Charles FitzRoy Somerset, Beaufort 8. hercege (1824–1899), a Maull & Co által készített albumin fotóképen, 1865 és 1875 között. (National Portrait Gallery, London)
- Henry Hugh Arthur Fitzroy Somerset, Beaufort 10. hercege
- David Robert Somerset, Beaufort 11. hercege

### Beaufort herceg címei
A jelenlegi herceg címei:
- Beaufort 12. hercege (Anglia, királyi oklevél, 1682. december 2.)
- Worcester 14. márkija (Anglia, királyi oklevél, 1643. március 2.)
- Worcester 18. grófja (Anglia, királyi oklevél, 1514. február 1.)
- Glamorgan 13. grófja (hivatalosan nem elismert, Anglia, királyi oklevél, kb. 1645. január 10.). Lásd itt!
- Beaufort 13. bárója, Monmouth grófságbeli Caldecote kastélyából (hivatalosan nem elismert, Anglia, királyi oklevél, kb. 1645. január 10.)
- Raglan várának örökletes őrzője

### A címerpajzs fejlődése
- Somerset hercege címere Negyedelt címer: 1. és 4. mező: Franciaország (moderne: kék alapon három arany liliom), 2. és 3. mező – Anglia, a pajzsot ezüst és kék váltakozó mezőkből álló szegély övezi. Itt a korábbi Beaufort címerekről olvashat.
- A Herbert címer. Hasított pajzs: bal oldalon kék, jobb oldalon vörös, ezen három ezüst ágaskodó oroszlán, kettő felül, egy alul. A címert a walesi gyökerű William Herbert, Pembroke 1. grófja használta először. A második Pembroke gróf Mary Woodville-t vette el, Egyetlen lányuk született, a grófi címet nem, de a Herbert báró címet örökölhette. Elisabeth Herbert-et az első Worcester gróf vette el, így felesége jogán viselhette a Herbert báró címet.
- Charles Somerset (1460–1526). Henry Beaufort, Somerset 3. hercegének törvénytelen[m 1] fia 1514-ben Worcester grófja lett. Negyedelt címer: 1. és 4. mező: Franciaország ancien, 2. és 3. mező: Anglia, a pajzsot ezüst és kék váltakozó mezőkből álló szegély övezi (Beaufort-ház). A címeren egy balharánt ezüst pólya található. A szívpajzs a Herbert-családra utal. Az első gróf felesége jogán Herbert bárója volt, ezért helyezte a Herbert címert a szívpajzsba.
- A Woodville (Wydville) címer. Ezüst mezőben egy vörös pólya és hozzáillesztve egy vörös kanton. Ez volt Anthony Woodville (1440–1483), Rivers 2. grófja, a Térdszalagrend lovagja  címere. A címer kőbe vésve is látható az általa építetett wight-szigeti Carisbrooke vár nyugati bejáratánál. Egyik lánya, Woodville Erzsébet IV. Eduárd felesége lett, egy másik lánya, Mary, William Herbert, Pembroke (1455–1491), 2. gróf  felesége lett. Az ő lányuk, Elisabeth Herbert volt az első Worcester gróf felsége. A Woodville címert leszármazotti jogon vitte a házasságba, ahol a fia beillesztette a címerébe.[40]
- William Somerset (1526/7–1589), Worcester 3. grófja. Negyedelt címer: 1. és 4. mező: arany mező, középen egy pólya, amelyen Franciaország moderne, 2. és 3. mező Anglia, a pajzsot ezüst és kék váltakozó mezőkből álló szegély övezi (Beaufort-ház). Ezen negyedek felett és alatt húzódó arany sáv (fess) megkülönböztető címerjegy, jelentése: a Beaufort-házból származó Somerset család tagja. Második negyed: hasított pajzs: Herbert-család. Harmadik negyed: ezüst mező, rajta egy vörös pólya, és egy vörös kanton (Woodville család).[41]
- Edward Somerset (1550–1628), Worcester 4. grófja a címerből elhagyta az arany sávokat. Vélhetően ekkora egyértelmű volt, hogy a Beaufort-ház egyetlen élő ága (nem legalizáltan) a Somerset család.
- Beaufort hercegek címere. Henry Somerset (1629–1700), Beaufort 1. hercege címere teljesen megegyezik az ősei által Somerset hercegként viselt címerrel (első kép a galériában). A cím elnyerése óta (1682) nem módosult a címer.

### Címer

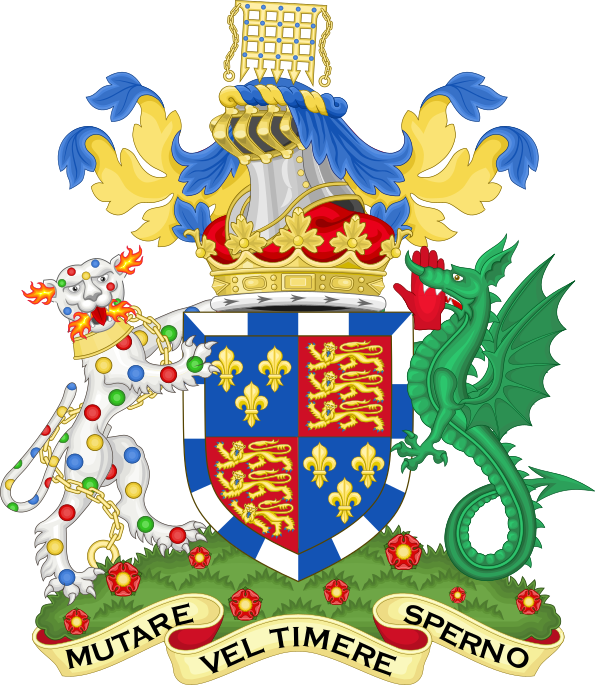

A pajzs leírását feljebb olvashatja.
A Sisalak (sisak tetején elhelyezett díszítőelem) arany kapurács (a Tudor-ház jelképe, itt a származásra utal), kék szeggel és arany lánccal ellátva.
Pajzstartók:
- Jobb oldalon: egy ezüst párduc, szájából és füleiből lángok törnek elő természetes színben, egyszerű arany nyakörvet és láncot visel, testét pedig váltakozva vörös, kék és zöld korongok borítják.

A Beaufort hercegi címer jobb oldali pajzstartója egy különleges heraldikai alak: az „égő párduc” . A figura a középkori bestiáriumokból ismert mitikus lényt. A legendák szerint ez a lény édes illatot áraszt, amely vonzza az állatokat, kivéve a sárkányt, és amikor felébred, lángokat bocsát ki. A heraldikában az égő párduc a nemesi erények, a barátságosság, a jóakarat, valamint a vonzerő és tekintély jelképe. A testén látható sokszínű korongok a különféle pozitív tulajdonságokat vagy az állat csodás természetét fejezik ki. Bár a mai szemnek szokatlannak tűnhet, ez az alak régóta része az angol heraldikai hagyománynak.
- Bal oldalon: egy hátraszegzett szárnyú zöld sárkány, amely a szájában tart egy bal kezet, csuklónál vágva, vörös színben.

A zöld szín a heraldikában a reményt, szabadságot és örök életet szimbolizálja, míg a hátraszegett szárny mozdulatlan, méltóságteljes testtartást jelöl. A vörös, levágott bal kéz drámai motívum, amely általában erőszakos, harcban szerzett győzelemre, bosszúra vagy elrettentésre utal. A levágott kéz szimbolizálhatja az ellenfél legyőzését, egy erős családi jelkép továbbörökítését, vagy egy ősi történet allegóriáját is.
Jelmondat: Mutare vel timere sperno – Sem a változástól, sem a félelemtől nem tartok.

## A francia Beaufort hercege cím
A Beaufort hercege (duc de Beaufort) cím létezett a Francia Királyság főrendjében is. Sem a két hercegi címnek, sem viselőinek nincs egymáshoz köze.
A francia hercegséget először 1597-ben hozták létre Gabrielle d’Estrées, Monceaux márkinéja, IV. Henrik francia király szeretője számára, azzal a kikötéssel, hogy halála után törvénytelen fiukra, Césarra szálljon, aki később Vendôme hercege is lett. A hercegséghez tartozó birtokot az Beaufort 5. herceg 1688-ban eladta Charles François Frédéric de Montmorency-Luxembourg-nak, akit még ugyanabban az évben Beaufort hercegévé neveztek ki, ám ez a cím nem járt főnemesi (peer) ranggal. A Beaufort hercegséget 1689-ben átnevezték Montmorency hercegséggé, majd idővel Piney-Luxembourg hercegség lett.
Első létrehozás (1597)
- 1597–1599 : Gabrielle d’Estrées Beaufrot 1. hercegnője (1571–1599)[42]
- 1599–1665 : César, Vendôme hercege(wd), Beaufort 2. hercege (1594–1665)
- 1665–1669 : François de Vendôme(wd), Beaufort 3. hercege (1616–1669)
- 1669–1675 : Louis de Vendôme(wd), Beaufort 4. hercege (1612–1669)
- 1675–1688 : Louis Joseph  de Vendôme(wd), Beaufort 5. hercege (1654–1712)

Második létrehozás (1688)
- 1688–1689 : Charles, 1st Duke of Beaufort (1662–1726)

A hercegség nevét 1689-ben Beaufortról Montmorencyra változtatták.

## Fordítás
- Ez a szócikk részben vagy egészben  a   Duke of Beaufort című angol Wikipédia-szócikk ezen változatának fordításán alapul.  Az eredeti cikk szerkesztőit annak laptörténete sorolja fel. Ez a jelzés csupán a megfogalmazás eredetét és a szerzői jogokat jelzi, nem szolgál a cikkben szereplő információk forrásmegjelöléseként.
- Ez a szócikk részben vagy egészben  a   Charles Somerset, 1st Earl of Worcester című angol Wikipédia-szócikk ezen változatának fordításán alapul.  Az eredeti cikk szerkesztőit annak laptörténete sorolja fel. Ez a jelzés csupán a megfogalmazás eredetét és a szerzői jogokat jelzi, nem szolgál a cikkben szereplő információk forrásmegjelöléseként.
- Ez a szócikk részben vagy egészben  a   Baron Herbert című angol Wikipédia-szócikk ezen változatának fordításán alapul.  Az eredeti cikk szerkesztőit annak laptörténete sorolja fel. Ez a jelzés csupán a megfogalmazás eredetét és a szerzői jogokat jelzi, nem szolgál a cikkben szereplő információk forrásmegjelöléseként.
- Ez a szócikk részben vagy egészben  a   Henry Somerset, 2nd Earl of Worcester című angol Wikipédia-szócikk ezen változatának fordításán alapul.  Az eredeti cikk szerkesztőit annak laptörténete sorolja fel. Ez a jelzés csupán a megfogalmazás eredetét és a szerzői jogokat jelzi, nem szolgál a cikkben szereplő információk forrásmegjelöléseként.
- Ez a szócikk részben vagy egészben  a   William Somerset, 3rd Earl of Worcester című angol Wikipédia-szócikk ezen változatának fordításán alapul.  Az eredeti cikk szerkesztőit annak laptörténete sorolja fel. Ez a jelzés csupán a megfogalmazás eredetét és a szerzői jogokat jelzi, nem szolgál a cikkben szereplő információk forrásmegjelöléseként.
- Ez a szócikk részben vagy egészben  az   Edward Somerset, 4th Earl of Worcester című angol Wikipédia-szócikk ezen változatának fordításán alapul.  Az eredeti cikk szerkesztőit annak laptörténete sorolja fel. Ez a jelzés csupán a megfogalmazás eredetét és a szerzői jogokat jelzi, nem szolgál a cikkben szereplő információk forrásmegjelöléseként.
- Ez a szócikk részben vagy egészben  a   Henry Somerset, 1st Marquess of Worcester című angol Wikipédia-szócikk ezen változatának fordításán alapul.  Az eredeti cikk szerkesztőit annak laptörténete sorolja fel. Ez a jelzés csupán a megfogalmazás eredetét és a szerzői jogokat jelzi, nem szolgál a cikkben szereplő információk forrásmegjelöléseként.
- Ez a szócikk részben vagy egészben  az   Edward Somerset, 2nd Marquess of Worcester című angol Wikipédia-szócikk ezen változatának fordításán alapul.  Az eredeti cikk szerkesztőit annak laptörténete sorolja fel. Ez a jelzés csupán a megfogalmazás eredetét és a szerzői jogokat jelzi, nem szolgál a cikkben szereplő információk forrásmegjelöléseként.
- Ez a szócikk részben vagy egészben  a   Henry Somerset, 1st Duke of Beaufort című angol Wikipédia-szócikk ezen változatának fordításán alapul.  Az eredeti cikk szerkesztőit annak laptörténete sorolja fel. Ez a jelzés csupán a megfogalmazás eredetét és a szerzői jogokat jelzi, nem szolgál a cikkben szereplő információk forrásmegjelöléseként.
- Ez a szócikk részben vagy egészben  a   Charles Somerset, Marquess of Worcester című angol Wikipédia-szócikk ezen változatának fordításán alapul.  Az eredeti cikk szerkesztőit annak laptörténete sorolja fel. Ez a jelzés csupán a megfogalmazás eredetét és a szerzői jogokat jelzi, nem szolgál a cikkben szereplő információk forrásmegjelöléseként.
- Ez a szócikk részben vagy egészben  a   Henry Somerset, 2nd Duke of Beaufort című angol Wikipédia-szócikk ezen változatának fordításán alapul.  Az eredeti cikk szerkesztőit annak laptörténete sorolja fel. Ez a jelzés csupán a megfogalmazás eredetét és a szerzői jogokat jelzi, nem szolgál a cikkben szereplő információk forrásmegjelöléseként.
- Ez a szócikk részben vagy egészben  a   Henry Scudamore, 3rd Duke of Beaufort című angol Wikipédia-szócikk ezen változatának fordításán alapul.  Az eredeti cikk szerkesztőit annak laptörténete sorolja fel. Ez a jelzés csupán a megfogalmazás eredetét és a szerzői jogokat jelzi, nem szolgál a cikkben szereplő információk forrásmegjelöléseként.
- Ez a szócikk részben vagy egészben  a   Charles Somerset, 4th Duke of Beaufort című angol Wikipédia-szócikk ezen változatának fordításán alapul.  Az eredeti cikk szerkesztőit annak laptörténete sorolja fel. Ez a jelzés csupán a megfogalmazás eredetét és a szerzői jogokat jelzi, nem szolgál a cikkben szereplő információk forrásmegjelöléseként.
- Ez a szócikk részben vagy egészben  a   Baron Botetourt című angol Wikipédia-szócikk ezen változatának fordításán alapul.  Az eredeti cikk szerkesztőit annak laptörténete sorolja fel. Ez a jelzés csupán a megfogalmazás eredetét és a szerzői jogokat jelzi, nem szolgál a cikkben szereplő információk forrásmegjelöléseként.
- Ez a szócikk részben vagy egészben  a   Henry Somerset, 5th Duke of Beaufort című angol Wikipédia-szócikk ezen változatának fordításán alapul.  Az eredeti cikk szerkesztőit annak laptörténete sorolja fel. Ez a jelzés csupán a megfogalmazás eredetét és a szerzői jogokat jelzi, nem szolgál a cikkben szereplő információk forrásmegjelöléseként.
- Ez a szócikk részben vagy egészben  a   Henry Somerset, 6th Duke of Beaufort című angol Wikipédia-szócikk ezen változatának fordításán alapul.  Az eredeti cikk szerkesztőit annak laptörténete sorolja fel. Ez a jelzés csupán a megfogalmazás eredetét és a szerzői jogokat jelzi, nem szolgál a cikkben szereplő információk forrásmegjelöléseként.
- Ez a szócikk részben vagy egészben  a   Henry Somerset, 7th Duke of Beaufort című angol Wikipédia-szócikk ezen változatának fordításán alapul.  Az eredeti cikk szerkesztőit annak laptörténete sorolja fel. Ez a jelzés csupán a megfogalmazás eredetét és a szerzői jogokat jelzi, nem szolgál a cikkben szereplő információk forrásmegjelöléseként.
- Ez a szócikk részben vagy egészben  a   Charles Somerset, 8th Duke of Beaufort című angol Wikipédia-szócikk ezen változatának fordításán alapul.  Az eredeti cikk szerkesztőit annak laptörténete sorolja fel. Ez a jelzés csupán a megfogalmazás eredetét és a szerzői jogokat jelzi, nem szolgál a cikkben szereplő információk forrásmegjelöléseként.
- Ez a szócikk részben vagy egészben  a   Henry Somerset, 9th Duke of Beaufort című angol Wikipédia-szócikk ezen változatának fordításán alapul.  Az eredeti cikk szerkesztőit annak laptörténete sorolja fel. Ez a jelzés csupán a megfogalmazás eredetét és a szerzői jogokat jelzi, nem szolgál a cikkben szereplő információk forrásmegjelöléseként.
- Ez a szócikk részben vagy egészben  a   Henry Somerset, 10th Duke of Beaufort című angol Wikipédia-szócikk ezen változatának fordításán alapul.  Az eredeti cikk szerkesztőit annak laptörténete sorolja fel. Ez a jelzés csupán a megfogalmazás eredetét és a szerzői jogokat jelzi, nem szolgál a cikkben szereplő információk forrásmegjelöléseként.
- Ez a szócikk részben vagy egészben  a   David Somerset, 11th Duke of Beaufort című angol Wikipédia-szócikk ezen változatának fordításán alapul.  Az eredeti cikk szerkesztőit annak laptörténete sorolja fel. Ez a jelzés csupán a megfogalmazás eredetét és a szerzői jogokat jelzi, nem szolgál a cikkben szereplő információk forrásmegjelöléseként.
- Ez a szócikk részben vagy egészben  a   Henry Somerset, 12th Duke of Beaufort című angol Wikipédia-szócikk ezen változatának fordításán alapul.  Az eredeti cikk szerkesztőit annak laptörténete sorolja fel. Ez a jelzés csupán a megfogalmazás eredetét és a szerzői jogokat jelzi, nem szolgál a cikkben szereplő információk forrásmegjelöléseként.
- Ez a szócikk részben vagy egészben  az   Exhumation and reburial of Richard III of England című angol Wikipédia-szócikk ezen változatának fordításán alapul.  Az eredeti cikk szerkesztőit annak laptörténete sorolja fel. Ez a jelzés csupán a megfogalmazás eredetét és a szerzői jogokat jelzi, nem szolgál a cikkben szereplő információk forrásmegjelöléseként.
- Ez a szócikk részben vagy egészben  a   Raglan Castle című angol Wikipédia-szócikk ezen változatának fordításán alapul.  Az eredeti cikk szerkesztőit annak laptörténete sorolja fel. Ez a jelzés csupán a megfogalmazás eredetét és a szerzői jogokat jelzi, nem szolgál a cikkben szereplő információk forrásmegjelöléseként.
- Ez a szócikk részben vagy egészben  a   Badminton House című angol Wikipédia-szócikk ezen változatának fordításán alapul.  Az eredeti cikk szerkesztőit annak laptörténete sorolja fel. Ez a jelzés csupán a megfogalmazás eredetét és a szerzői jogokat jelzi, nem szolgál a cikkben szereplő információk forrásmegjelöléseként.
- Ez a szócikk részben vagy egészben  a   Duke of Beaufort's Hunt című angol Wikipédia-szócikk ezen változatának fordításán alapul.  Az eredeti cikk szerkesztőit annak laptörténete sorolja fel. Ez a jelzés csupán a megfogalmazás eredetét és a szerzői jogokat jelzi, nem szolgál a cikkben szereplő információk forrásmegjelöléseként.
- Ez a szócikk részben vagy egészben  a   Duke of Beaufort (France) című angol Wikipédia-szócikk ezen változatának fordításán alapul.  Az eredeti cikk szerkesztőit annak laptörténete sorolja fel. Ez a jelzés csupán a megfogalmazás eredetét és a szerzői jogokat jelzi, nem szolgál a cikkben szereplő információk forrásmegjelöléseként.